# 克拉彭公交车上的人
克拉彭公交车上的人（英語：the man on the Clapham omnibus）是一个假设的模型。在英国司法系统（尤其是在过失侵权的民事诉讼中），法院通过该模型判断案件当事人是否符合理性的人的行为标准。克拉彭公交车上的人是一位有教养的、智慧而又聪颖的普通人，而被告的行为将以此标准予以检验。法官格里尔LJ（Greer LJ）在霍尔诉布鲁克兰兹赛车俱乐部一案中运用了这个概念。
该词组由理查德·汉·科林斯MR爵士（Sir Richard Henn Collins MR）在1903年的一起涉及诽谤的麦夸尔诉西方晨报案（McQuire v. Western Morning News）中首次用于法律用途。他将其归功于鲍恩勋爵（Lord Bowen），后者在1871年蒂奇伯恩案（Tichborne case）将其作为初级律师的辩护理由。布鲁尔辞典（Brewer's Dictionary）将首次使用的时点界定于该案件。
记者沃尔特·白芝浩（Walter Bagehot）在19世纪描述伦敦的普通民众时说道：“公共意见就是那个坐在公交车后排秃顶男人的意见。”克拉彭当时在伦敦是一座不起眼同时人来人往的郊区，其被视为平凡伦敦的写照。单词omnibus本义是指公交车，但这个单词引申出的概念「克拉彭公交车上的人」自20世纪以后就在审判领域得到广泛使用。
在加拿大一项著名的专利判例——贝罗伊特诉维尔米特案（Beloit v. Valmet Oy (1986), C.P.R. (3d) 289）中，该词汇在测试显而易见性的讨论中被借鉴了。在澳大利亚，“克拉彭公交车”一词在新南威尔士州产生了影响，并形成了维多利亚式的表达——“邦迪电车上的人”（the man on the Bondi tram）。在香港，对应词汇是“筲箕湾电车上的人”（the man on the Shaukiwan tram）。